# Aue (Saxônia)
Aue é uma cidade da Alemanha capital do distrito de Erzgebirgskreis, na região administrativa de Chemnitz, estado da Saxônia.
| A primeira menção atestada da cidade data de 1173. Durante a época da Alemanha Oriental, Aue foi um centro industrial da engenharia mecânica e na produção de talheres. A partir da Reunificação da Alemanha, está desenvolvendo o turismo: Pela cidade passa uma antiga rota de prata (em alemão: Silberstraße) que no decorrer dos 140 km de comprimento oferce várias atrações turísticas. Aue é a sede da equipe de futebol FC Erzgebirge Aue que atualmente joga na segunda divisão da Bundesliga. |

## Evolução da população
| de 1839 a 1950 - 1839 - 1.106 - 1875 - 2.677 - 1880 - 3.523 - 1885 - 8.442 - 1933 - 25.836 - 1939 - 25.445 - 1946 - 25.567 1 - 1950 - 35.785 2 | de 1960 a 2000 - 1960 - 31.182 - 1971 - 32.000 - 1981 - 28.914 - 1984 - 28.523 - 1995 - 19.251 - 1998 - 19.933 - 1999 - 19.707 - 2000 - 19.422 | de 2001 a 2009 - 2001 - 19.124 - 2002 - 18,961 - 2003 - 18.759 - 2004 - 18.611 - 2005 - 18.327 - 2006 - 18.029 - 2007 - 18.000 3 - 2009 - 17.533 |

 Fonte a partir de1998: Statistisches Landesamt Sachsen
1 - 29 de outubro de 1946

2 - 31 de agosto de 1950 
3 - junho de 2007